# Ramón Platero
Ramón Platero (Montevideo, 31 de diciembre de 1894 – Santos, 5 de agosto de 1950) fue un entrenador de fútbol uruguayo.

## Carrera
Platero fue un gran entrenador de su época, un uruguayo que tuvo grandes éxitos en Brasil dirigiendo al Flamengo (siendo el primer entrenador en la historia del club), Fluminense, Vasco da Gama, Palestra Italia (actual Palmeiras) y el São Paulo. Previamente, había dirigido a la selección de su país, ganando el Campeonato Sudamericano (actualmente Copa América) en 1917.
Una curiosidad es que estuvo marcado por comandar Flamengo y Vasco da Gama al mismo tiempo. Esto fue posible porque, en ese momento, Cruz-Maltino acababa de crear su equipo de fútbol y jugaba en la Segunda División del Campeonato Carioca. Platero, pues, entrenaba Rubro-Negro por la mañana y el rival al final de la jornada. Platero ascendió con el Vasco a Primera División y, en 1923, terminó cambiando definitivamente de club y abandonó el Flamengo.
El trabajo en Vasco le valió a Platero el segundo campeonato estatal en 1923 y 1924. Permaneció en el club Cruzmaltino hasta 1926. En 1939 volvió al Vasco, donde permaneció hasta 1940, cuando dejó de ser entrenador.
Ramón Platero se dio a conocer como el entrenador que revolucionó la importancia del acondicionamiento físico.

### Primer extranjero en entrenar a la Selección Brasileña
Inicialmente, el entrenador elegido por la Confederación Deportiva Brasileña (CBD) para que la selección brasileña compitiera en el Campeonato Sudamericano de 1925, realizado en Argentina, fue Joaquim Guimarães, pero terminó ocupando el cargo de director técnico. El técnico de campo, en realidad, resultó ser Platero. Por primera vez en la historia, la selección brasileña fue dirigida por un entrenador extranjero, que tenía plenos poderes para convocar a los jugadores y elegir el equipo, sin sufrir ninguna interferencia.

## Títulos
Selección uruguaya
- Campeonato Sudamericano: 1917
- Copa Newton: 1917

Fluminense
- Campeonato Carioca: 1919
- Copa Ypiranga (Flamengo versus Ypiranga-RJ): 1921

Vasco da Gama
- Campeonato Carioca: 1923 y 1924

Palestra Italia
- Campeonato Paulista: 1938 (edición extra)